# Bildad

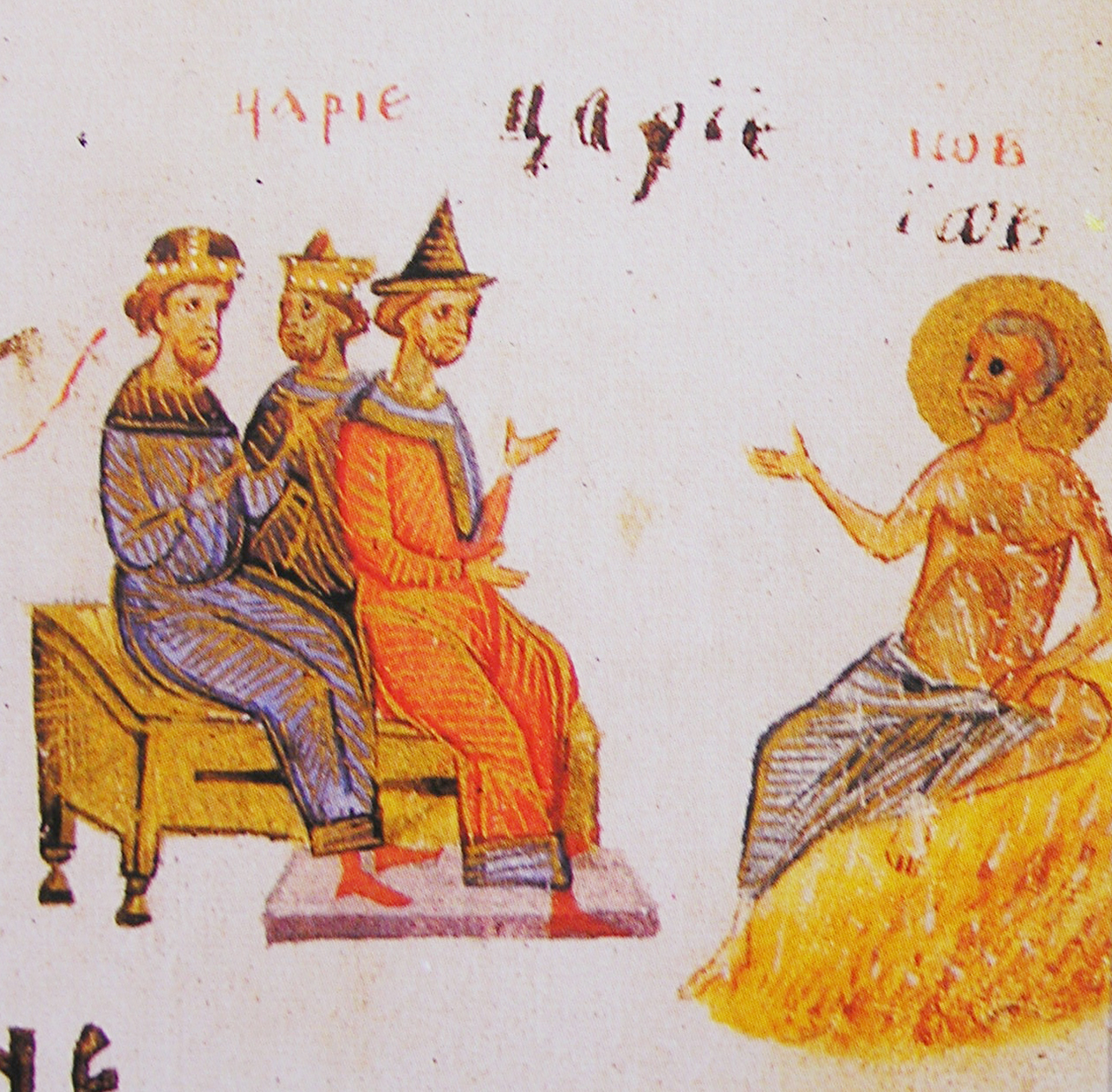
Hiob z przyjaciółmi (Psałterz Kijowski z 1397 r.)

Bildad – jeden z trzech przyjaciół Hioba, którzy rozmawiali z nim w czasie nieszczęść, jakie na niego spadały. Patrz Hi 2,11 nn.